# Bacidina ramea
Bacidina ramea är en lavart som beskrevs av S. Ekman. Bacidina ramea ingår i släktet Bacidina och familjen Ramalinaceae.   Inga underarter finns listade i Catalogue of Life.